# 科拉托

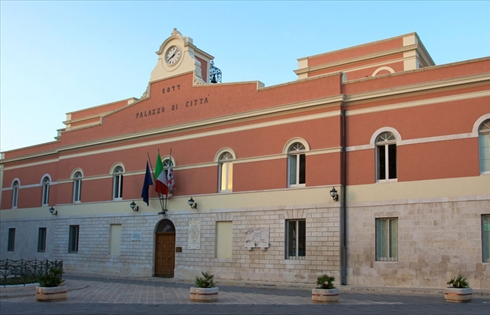
市政厅

科拉托（義大利語：Corato）是意大利普利亚大区巴里廣域市的市镇。面积为167平方公里，人口数量为48,316人（2017年）。

## 友好城市
- 法國 格勒诺布尔